# Campeonato da Europa de Atletismo de 2012 - Lançamento de martelo masculino
A prova do lançamento de martelo masculino do Campeonato da Europa de Atletismo de 2012 foi disputada entre os dias 28 e 30 de junho de 2012 no Estádio Olímpico de Helsinque em Helsinque,  na Finlândia. 

## Recordes
Antes desta competição, os recordes mundiais e do campeonato nesta prova eram os seguintes:
|                       | Nome         | Nacionalidade   | Distância | Local     | Data                 |
| --------------------- | ------------ | --------------- | --------- | --------- | -------------------- |
| Recorde mundial       | Yuriy Sedykh | União Soviética | 86m74cm   | Estugarda | 30 de agosto de 1986 |
| Recorde do campeonato | Yuriy Sedykh | União Soviética | 86m74cm   | Estugarda | 30 de agosto de 1986 |
| Recorde europeu       | Yuriy Sedykh | União Soviética | 86m74cm   | Estugarda | 30 de agosto de 1986 |

## Medalhistas
| Ouro                 | Prata                  | Bronze                  |
| Krisztián Pars (HUN) | Aleksey Zagornyi (RUS) | Szymon Ziółkowski (POL) |

## Cronograma
Todos os horários são locais (UTC+3).
| Data        | Hora  | Evento       |
| ----------- | ----- | ------------ |
| 28 de junho | 13:55 | Qualificação |
| 30 de junho | 21:05 | Final        |

## Resultados

### Qualificação
Qualificação: Desempenho de 77.50 m (Q) ou os 12 melhores qualificados (q).
| Posição | Grupo | Atleta                   | Nacionalidade | #1    | #2    | #3    | Resultados | Notas |
| ------- | ----- | ------------------------ | ------------- | ----- | ----- | ----- | ---------- | ----- |
| 1       | A     | Krisztián Pars           | Hungria       | 77.16 | x     | 78.09 | 78.09      | Q     |
| 2       | B     | Nicola Vizzoni           | Itália        | 73.99 | 76.42 | 74.18 | 76.42      | q,    |
| 3       | B     | Oleksiy Sokyrskyy        | Ucrânia       | 75.35 | x     | 72.56 | 75.35      | q     |
| 4       | A     | Olli-Pekka Karjalainen   | Finlândia     | 74.54 | x     | x     | 74.54      | q     |
| 5       | B     | Pavel Kryvitski          | Bielorrússia  | 70.78 | x     | 74.39 | 74.39      | q     |
| 6       | B     | Markus Esser             | Alemanha      | 74.04 | 73.42 | x     | 74.04      | q     |
| 7       | A     | Aleksey Zagornyi         | Rússia        | 72.10 | 73.55 | 74.00 | 74.00      | q     |
| 8       | A     | Marcel Lomnický          | Eslováquia    | 73.84 | 73.32 | x     | 73.84      | q     |
| 9       | B     | Szymon Ziółkowski        | Polónia       | 72.05 | x     | 73.74 | 73.74      | q     |
| 10      | A     | Jérôme Bortoluzzi        | França        | 70.29 | 73.46 | x     | 73.46      | q     |
| 11      | B     | Valeriy Sviatokha        | Bielorrússia  | 73.01 | x     | 70.48 | 73.01      | q     |
| 12      | A     | Mattias Jons             | Suécia        | 71.56 | 72.85 | x     | 72.85      | q     |
| 13      | A     | Nicolas Figère           | França        | 72.84 | 71.17 | x     | 72.84      |       |
| 14      | A     | Eivind Henriksen         | Noruega       | 72.54 | x     | 71.49 | 72.54      |       |
| 15      | A     | Lorenzo Povegliano       | Itália        | x     | 72.47 | x     | 72.47      |       |
| 16      | B     | Kristóf Németh           | Hungria       | 69.42 | 71.23 | 72.46 | 72.46      |       |
| 17      | A     | Yury Shayunou            | Bielorrússia  | x     | 72.18 | 72.07 | 72.18      |       |
| 18      | B     | Anatoliy Pozdnyakov      | Rússia        | 69.08 | 67.84 | 71.79 | 71.79      |       |
| 19      | A     | Andriy Martynyuk         | Ucrânia       | 71.48 | 68.39 | 71.69 | 71.69      |       |
| 20      | B     | Tuomas Seppänen          | Finlândia     | 69.84 | 70.47 | 71.15 | 71.15      |       |
| 21      | A     | Marco Lingua             | Itália        | x     | 70.81 | 71.07 | 71.07      |       |
| 22      | B     | Javier Cienfuegos        | Espanha       | x     | 70.91 | x     | 70.91      |       |
| 23      | B     | Igors Sokolovs           | Letônia       | 69.77 | x     | 70.80 | 70.80      |       |
| 24      | B     | Quentin Bigot            | França        | 68.36 | x     | 70.78 | 70.78      |       |
| 25      | B     | Mark Dry                 | Grã-Bretanha  | 69.32 | x     | 70.27 | 70.27      |       |
| 26      | B     | Libor Charfreitag        | Eslováquia    | x     | 69.65 | x     | 69.65      |       |
| 27      | A     | Andraš Haklić            | Croácia       | 69.31 | x     | x     | 69.31      |       |
| 28      | B     | Lukáš Melich             | Chéquia       | x     | 68.92 | x     | 68.92      |       |
| 29      | A     | Konstantinos Stathelakos | Chipre        | 68.07 | 67.30 | 68.20 | 68.20      |       |
| 30      | A     | Dorian Collaku           | Albânia       | 59.44 | 59.92 | x     | 59.92      |       |
| 31      | A     | David Söderberg          | Finlândia     | x     | x     | x     | NM         |       |

### Final
| Posição           | Atleta                 | Nacionalidade | #1    | #2    | #3    | #4    | #5    | #6    | Resultados | Notas |
| ----------------- | ---------------------- | ------------- | ----- | ----- | ----- | ----- | ----- | ----- | ---------- | ----- |
| Medalha de ouro   | Krisztián Pars         | Hungria       | 78.57 | 79.40 | x     | 79.72 | 79.46 | 77.47 | 79.72      |       |
| Medalha de prata  | Aleksey Zagornyi       | Rússia        | 74.97 | 76.51 | x     | x     | 75.92 | 77.40 | 77.40      |       |
| Medalha de bronze | Szymon Ziółkowski      | Polónia       | 76.44 | x     | x     | x     | 74.31 | 76.67 | 76.67      |       |
| 4                 | Valeriy Sviatokha      | Bielorrússia  | 75.83 | x     | x     | 73.34 | 73.15 | 75.07 | 75.83      |       |
| 5                 | Nicola Vizzoni         | Itália        | 75.13 | 74.77 | 74.22 | 74.77 | x     | x     | 75.13      |       |
| 6                 | Mattias Jons           | Suécia        | 74.50 | 73.64 | x     | 74.56 | x     | 74.44 | 74.44      |       |
| 7                 | Markus Esser           | Alemanha      | 74.18 | 73.26 | 73.00 | 74.49 | 72.23 | 74.43 | 74.49      |       |
| 8                 | Jérôme Bortoluzzi      | França        | 73.89 | 74.49 | 73.10 | x     | 73.89 | 74.05 | 74.49      |       |
| 9                 | Pavel Kryvitski        | Bielorrússia  | x     | x     | 73.67 |       |       |       | 73.67      |       |
| 10                | Olli-Pekka Karjalainen | Finlândia     | 69.97 | 73.08 | 73.48 |       |       |       | 73.48      |       |
| 11                | Marcel Lomnický        | Eslováquia    | 73.41 | x     | 72.97 |       |       |       | 73.41      |       |
| 12 !              | Oleksiy Sokyrskyy      | Ucrânia       | x     | x     | x     |       |       |       | NM         |       |

Legenda
| Recorde mundial       | Recorde mundial (World record)               |                       | Recorde africano                      | Recorde africano (African) |                                           | Q | Classificado por posição (Qualified) |
| Recorde do campeonato | Recorde do campeonato (Championship record)  | Recorde da América    | Recorde da América (Americas)         | q                          | Classificado por melhor tempo (Qualified) |   |                                      |
| Melhor marca do ano   | Melhor marca do ano (World leading)          | Recorde asiático      | Recorde asiático (Asian)              | DNS                        | Não largou (Did not start)                |   |                                      |
| Recorde nacional      | Recorde nacional (National record)           | Recorde europeu       | Recorde europeu (European)            | DNF                        | Não terminou (Did not finish)             |   |                                      |
| Recorde pessoal       | Recorde pessoal do atleta (Personal best)    | Recorde da Oceania    | Recorde da Oceania (Oceania)          | DSQ / DQ                   | Desclassificado (Disqualified)            |   |                                      |
| Recorde da temporada  | Recorde da temporada do atleta (Season best) | Recorde sul-americano | Recorde sul-americano (South America) | NM                         | Sem marca (No mark)                       |   |                                      |